# Monoxenus balteatus
Monoxenus balteatus är en skalbaggsart som först beskrevs av Aurivillius 1903.  Monoxenus balteatus ingår i släktet Monoxenus och familjen långhorningar. Inga underarter finns listade i Catalogue of Life.